# Municipio de Marqués de Comillas
El municipio de Marqués de Comillas es uno de los 124 municipios del estado mexicano de Chiapas, ubicado en lo profundo de la Selva Lacandona, colinda con el departamento guatemalteco de Quiché. Es de reciente creación, siendo erigido el 28 de julio de 1999. Su nombre es en honor a Claudio López Bru, segundo marqués de Comillas, a quien se le concedieron las tierras en el porfiriato para la explotación forestal que ni siquiera realizó. 

## Geografía
El municipio de Marqués de Comillas se encuentra en el oriente chiapaneco. Forma parte de la región socioeconómica XIII Maya.
Limita al este con el municipio de Benemérito de las Américas, al oeste con el municipio de Ocosingo y al suroeste con el municipio de Maravilla Tenejapa. Al sur limita con Guatemala, particularmente con el Departamento de El Quiché.

### Orografía e hidrografía
El territorio del municipio es mayoritariamente plano, cruzado por algunas elevaciones serranas en sentido norte-sur que forman parte de las estribaciones de los Montes Azules del vecino municipio de Ocosingo.
Hidrológicamente el municipio de Marqués de Comillas pertenece a la Región Hidrológica Grijalva-Usumacinta y en particular a la Cuenca del Río Lancantún que forma parte de esta región.

## Demografía
De acuerdo a los resultados del Censo de Población y Vivienda de 2020 realizado por el Instituto Nacional de Estadística y Geografía, la población total del municipio es de 12 892 habitantes, lo que representa un crecimiento promedio de 2.8% anual en el período 2010-2020 sobre la base de los 9856 habitantes registrados en el censo anterior. Al año 2020 la densidad del municipio era de 14,18 hab/km².
| Gráfica de evolución demográfica de Municipio de Marqués de Comillas entre 2000 y 2020 |
|                                                                                        |
| Fuente: Instituto Nacional de Estadística Geografía e Informática                      |

El 50.4% de los habitantes eran hombres y el 49.6% eran mujeres. El 81.2% de los habitantes mayores de 15 años (6489 personas) estaba alfabetizado. La población indígena sumaba 7082 personas.
En el año 2010 estaba clasificado como un municipio de grado alto de vulnerabilidad social, con el 48.40% de su población en estado de pobreza extrema. Según los datos obtenidos en el censo de 2020, la situación de pobreza extrema afectaba al 23% de la población (3027 personas).

### Localidades

Principales localidades.

En el censo de 2020 el municipio de Marqués de Comillas contaba con 27 localidades.
| Código INEGI      | Localidad          | Población (2020) |
| ----------------- | ------------------ | ---------------- |
| 071160001         | Zamora Pico de Oro | 2 769            |
| 071160009         | Emiliano Zapata    | 1 490            |
| 071160017         | Quiringuicharo     | 1 268            |
| Otras localidades | Otras localidades  | 7 365            |
| Total municipal   | Total municipal    | 12 892           |

## Política
Marqués de Comillas fue creada el 28 de julio de 1999, segregando su territorio del de Ocosingo, como resultado la firma en 1996 de los Acuerdos de San Andrés Larráinzar sobre derechos y cultura indígena que proponían la creación de nuevos municipios, en consecuencia el gobernador Roberto Albores Guillén decretó su creación junto a otros nuevos municipios.
El gobierno le corresponde al Ayuntamiento, electo para un periodo de tres años no reelegibles para el periodo inmediato.

### Representación legislativa
Para la elección de diputados federales y locales el municipio se encuentra dividido de la siguiente manera:
Local:
- Distrito electoral local 20 de Chiapas con cabecera en Las Margaritas.[14]

Federal:
- Distrito electoral federal 3 de Chiapas con cabecera en Ocosingo.[15]

### Presidentes municipales
- (2018 - 2021): (Manuel Justo Gómez Beltrán)
- (2015 - 2018): (Gabino Hernández Pérez)
- (2012 - 2015): (Jorge Antonio Ortiz)
- (2011 - 2012): (Gabino Hernández Pérez)
- (1999 - 2000): Humberto Hernández Cánseco
- (2000 - 2001): Sebastián Gómez Méndez
- (2002 - 2004): Andrés Torres Herrera
- (2005 - 2007): Agustín Sosa Canseco
- (2007 - 2010): Javier Reyes Olan